# L'Hôpital-sous-Rochefort
L'Hôpital-sous-Rochefort is een dorp en voormalige gemeente in de Franse gemeente Solore-en-Forez in het departement Loire in de regio Auvergne-Rhône-Alpes. De voormalige gemeente telt 113 inwoners (2009). De plaats maakt deel uit van het arrondissement Montbrison.

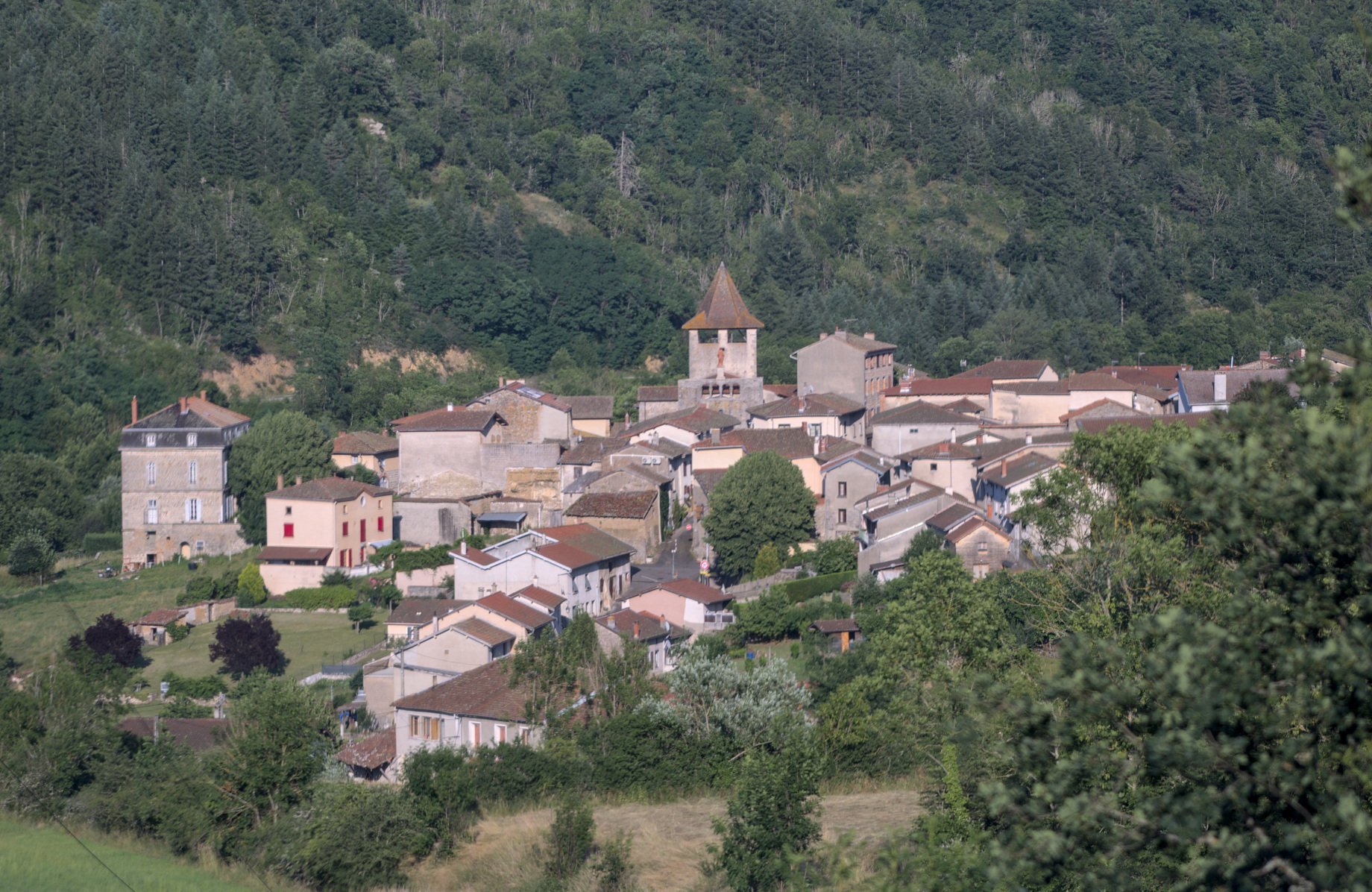
Zicht op L'Hôpital-sous-Rochefort

## Geschiedenis
Oude vermeldingen van de plaats gaan terug tot 1225 als Prior hospitalis de Rochifort. Hier bevond zich een Hospitaal of Priorij Notre-Dame, afhankelijk van de abdij van La Chaise-Dieu vanaf de 12de eeuw. De plaats had geen eigen parochie, maar was kerkelijk afhankelijk van de parochie van het nabijgelegen Saint-Laurent-en-Solore. Op de 18de-eeuwse Cassinikaart is de plaats weergegeven als LHopital.
Op het eind van het ancien régime eind 18de eeuw, toen de gemeenten werden gecreëerd, werd L'Hôpital-sous-Rochefort afgesplitst van Saint-Laurent in een afzonderlijke gemeente.
In 1832 kreeg de plaats een eigen parochie. In 1875-1877 werd een spoorlijn aangelegd en een station geopend ten noorden van het dorp, op de grens met Saint-Laurent-Rochefort.
Op 1 januari 2025 fuseerde de gemeenten met Débats-Rivière-d'Orpra en Saint-Laurent-Rochefort tot de commune nouvelle Solore-en-Forez, waardoor deze plaatsen die tot voor de Franse Revolutie samen hoorden weer verenigd werden.

## Geografie
De oppervlakte van L'Hôpital-sous-Rochefort bedraagt 1,1 km², de bevolkingsdichtheid is dus 103 inwoners per km².
Langs het dorp stroomt het riviertje de Anzon.
De onderstaande kaart toont de ligging van L'Hôpital-sous-Rochefort met de belangrijkste infrastructuur en aangrenzende gemeenten.

## Bezienswaardigheden
- De oude priorij
- De Église Notre-Dame
- De oude stadsvestingen met stadspoorten

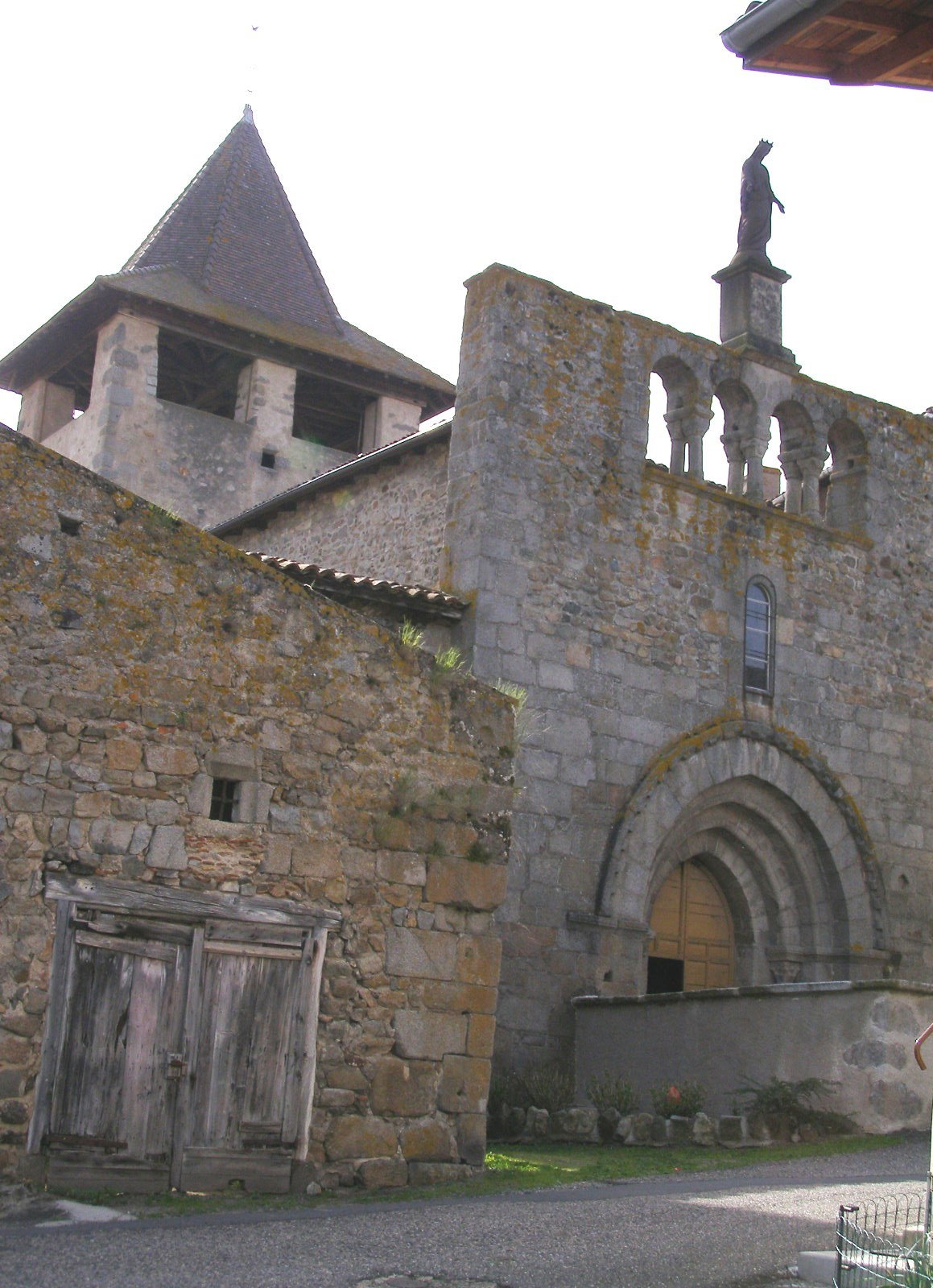
Notre-Dame
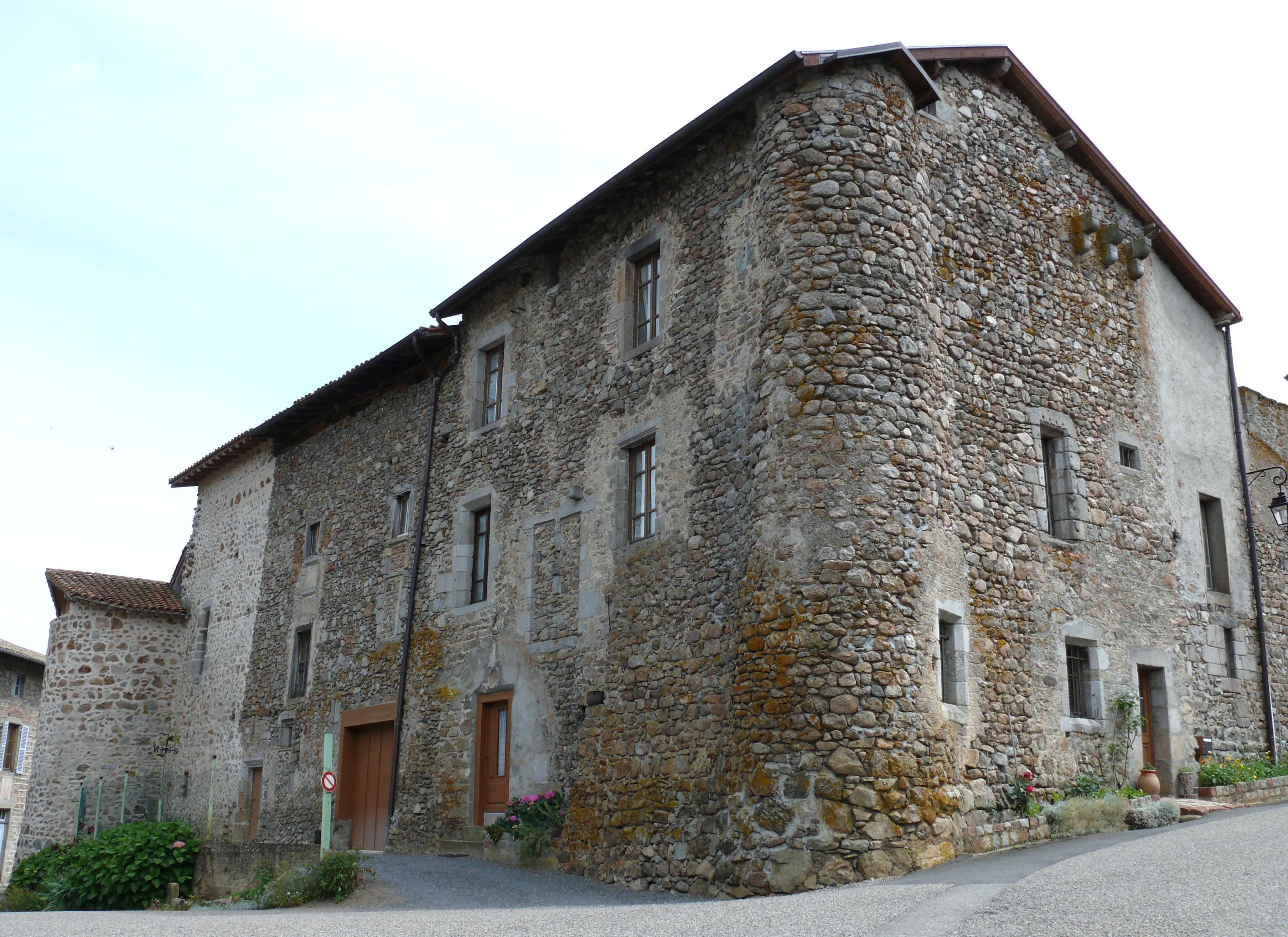
Priorij
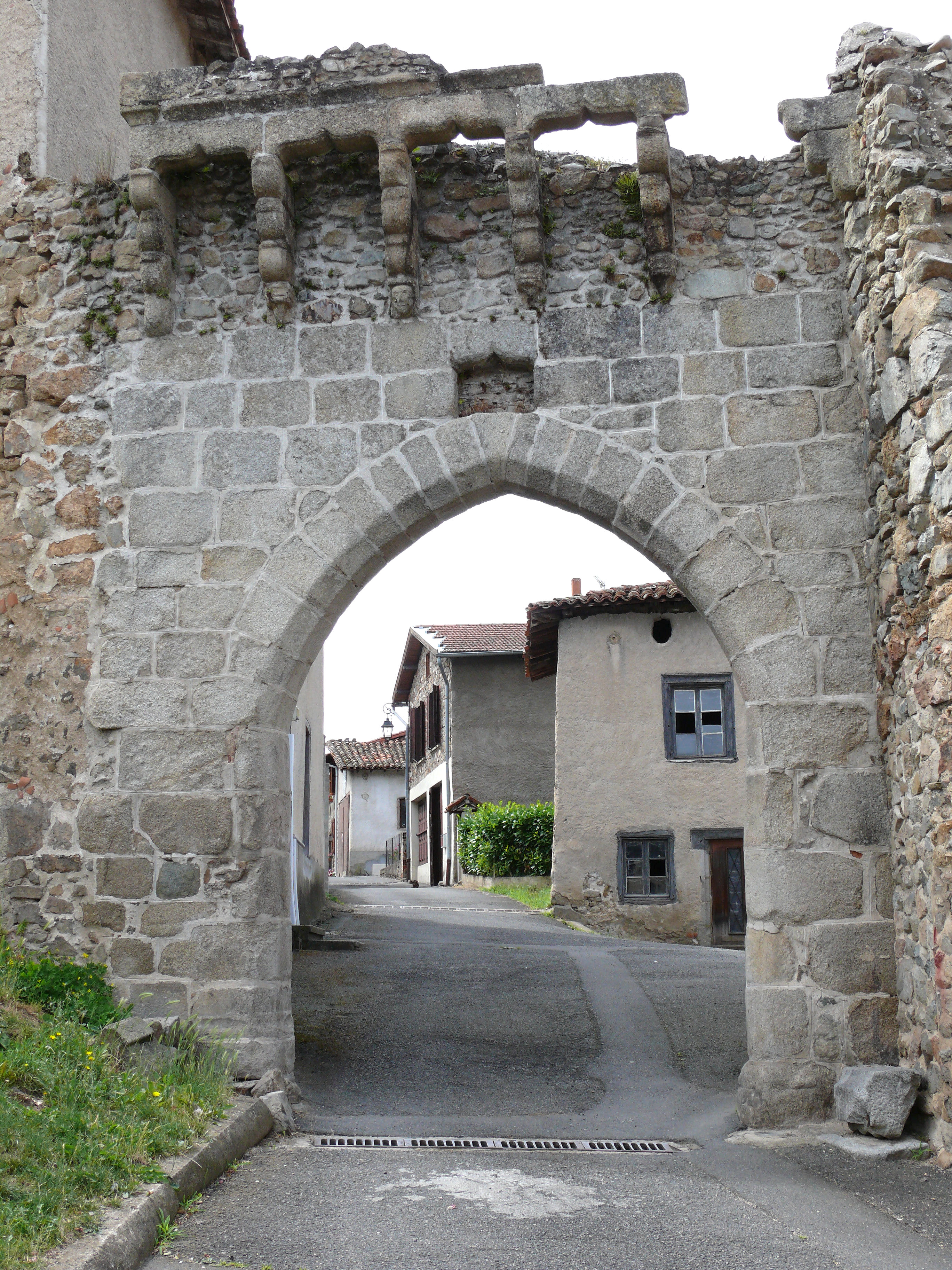
Porte de Boën
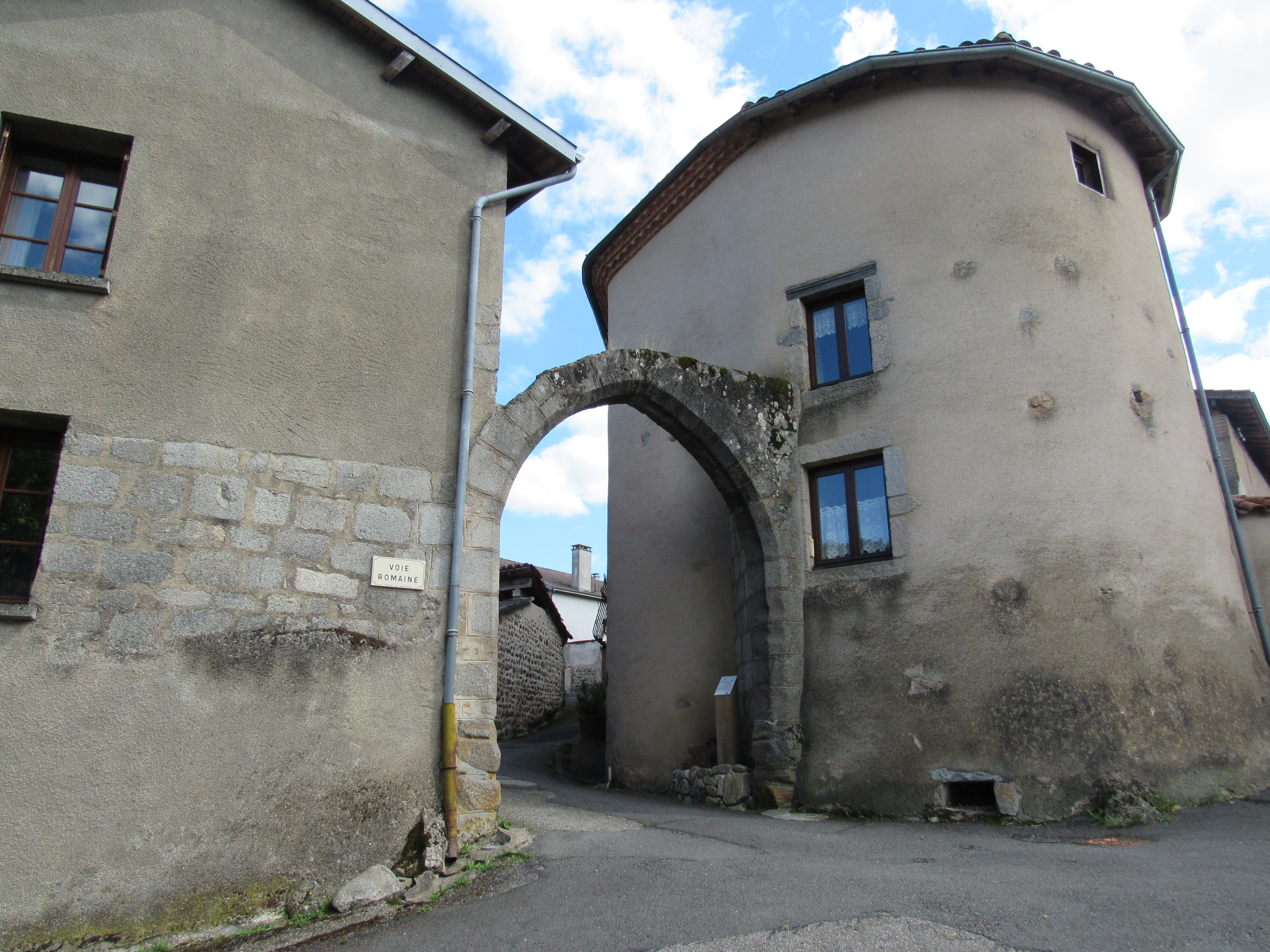
Porte de Saint-Laurent

## Demografie
Onderstaande figuur toont het verloop van het inwonertal.
Deelgemeenten: Débats-Rivière-d'Orpra · L'Hôpital-sous-Rochefort · Saint-Laurent-Rochefort

Overige plaatsen: Bruchet · Chardenat · Chazalles Bas · Chazalles Haut · Collet · Lestra · Ligeay · le Martel · le Pras · Rochefort · Serre · Vorgère